# Orsara di Puglia
Orsara di Puglia är en ort och kommun i provinsen Foggia i regionen Apulien i Italien. Kommunen hade 2 704 invånare (2017).